# Max Dombrowka
Max Dombrowka (* 24. März 1992 in Ingolstadt) ist ein deutscher Fußballspieler, der ab dem 1. Juli 2023 beim FC 08 Homburg unter Vertrag steht.

## Karriere
Dombrowka begann beim SC Amicitia München mit dem Fußballspielen und gelangte 2003 in die Jugendabteilung des FC Bayern München. Nach Durchlaufen der Jugendmannschaften der nachfolgenden Altersklassen absolvierte er in der Saison 2008/09 25 Spiele in der B-Junioren-Bundesliga, erzielte ein Tor und erreichte mit seiner Mannschaft das Finale um die deutsche B-Jugend-Meisterschaft, das jedoch mit 3:1 gegen den VfB Stuttgart verloren ging.
Danach rückte er in die Nachwuchsmannschaft der Altersklasse U19 auf und bestritt in der Saison 2009/10 23 Bundesligaspiele, in denen er zwei Tore erzielte. Auch in der Saison 2010/11 gehörte er noch dem Kader der A-Junioren an, für die er in elf Spielen zwei Tore erzielte.
Am 22. September 2010 (9. Spieltag) debütierte Dombrowka in der 3. Liga, als er mit dem FC Bayern München II beim SV Sandhausen mit 0:1 verlor. In der Saison 2010/11 bestritt er 27 Punktspiele, stieg jedoch am Ende der Spielzeit mit seiner Mannschaft in die Regionalliga Süd ab. Dort kam er am 8. August 2011 (1. Spieltag) beim 2:2-Unentschieden beim 1. FC Nürnberg II erstmals zum Einsatz. Sein erstes Ligator im Seniorenbereich erzielte er – 2012 zu Rot-Weiss Essen in die Regionalliga West gewechselt – am 11. Februar 2014 bei der 3:2-Niederlage im Auswärtsspiel gegen die Sportfreunde Siegen mit dem Anschlusstreffer in der 89. Minute. Zum Saisonende 2014/15 verließ er den Verein und war kurzzeitig vereinslos. Er fand mit der SpVgg Unterhaching einen neuen Verein, mit dem er zur Saison 2017/18 in die 3. Liga aufstieg. Zur Saison 2021/22 wechselte er zum Ligakonkurrenten SV Meppen.
Nach dem Abstieg des SV Meppen aus der 3. Liga wechselte der Verteidiger zur Saison 2023/24 in die Regionalliga Südwest zum FC 08 Homburg.

## Erfolge
- Meister der Regionalliga Bayern 2017 und Aufstieg in die 3. Liga (mit der SpVgg Unterhaching)
- Bayerischer Pokal-Finalist 2016 (mit der SpVgg Unterhaching)
- Niederrheinpokal-Sieger 2015 (mit Rot-Weiss Essen)
- Zweiter der B-Jugend-Meisterschaft 2009 (mit dem FC Bayern München)

## Sonstiges
Als elfjähriger Schüler spielte er eine Nebenrolle in dem 2004 uraufgeführten deutschen Kinofilm Napola – Elite für den Führer. Darin verkörperte er den jüngeren Bruder der Hauptfigur Friedrich Weimer (Max Riemelt).